# Crispino e la comare (film 1938)
Crispino e la comare è un film del 1938 diretto da Vincenzo Sorelli.
Il soggetto è tratto dall'opera buffa omonima dei fratelli Luigi e Federico Ricci (libretto di Francesco Maria Piave). Il film è stato girato negli studi Caesar di Roma, i costumi e le scene sono firmate da Italo Cremona.

## Trama
Il ciabattino Crispino vive in estrema povertà. Disperato, decide di uccidersi. Gli appare una donna misteriosa, la comare, che lo esorta a continuare a vivere e a intraprendere la professione di medico: quando lui si recherà al capezzale di un malato, dovrà guardare vicino al letto. Se lì accanto ci sarà la comare, vorrà dire che il malato è destinato a morire. In caso contrario, guarirà. Crispino, in questo modo, diventa un medico dalla virtù taumaturgiche che si fa beffe dell'odiato medico del paese e si mette perfino a combinare il matrimonio di una marchesina con il suo amico pittore.

## Accoglienza

### Critica
Arnaldo Frateili nelle pagine di Film del 14 gennaio 1939 «Questo Crispino e la comare, ricorda stranamente le rappresentazioni, che in tempo di carnevale, si danno nei teatrini dei collegi. Non è per il soggetto della vecchia opera buffa, che è lieto e onesto, ma che si sarebbe prestato benissimo per un film saporito e caratteristico se fosse stato trattato con un po' di buon gusto..»